# チャリ走3rd Race
『チャリ走3rd Race』（ちゃりそうさーどれーす）は、スパイシーソフト株式会社が配信したiOS・Android向けの横スクロールアクションゲームである。フィーチャーフォン向けに配信されたチャリ走、チャリ走2ndRaceの正統な続編として5年の期間を経て配信された。プレイは完全無料である。iOS・Android版ともに100万ダウンロード以上を記録している。

## 概要
スマートフォン向けではあるものの、リッチなグラフィックではなく、白黒の落書きテイストで描かれたギミックや背景のステージを棒人間が走り抜けていくゲームである。ゲームはCPUとスコアを競う形式で、自動でスクロールするステージをジャンプのみで障害物を避け、アイテムを獲得しながらスコアを加算していく。勝ち抜きバトルモードが基本ステージであり、各地域に君臨するライバルのスコアを超えることを目的とする。別モードとしてコラボステージが存在し、著名人とタイアップした期間限定コースなどを同じくスコアを競う形式で遊ぶ。2つのモードで獲得したでか玉はガチャに使用でき、総走行距離は記録としてアカウントされ、一定距離を達成するとスコアボーナスが得られる。また、どのモードで遊んだスコアでもオンラインランキングへの登録が可能となっている。
チャリ走シリーズは2017年ごろをもって新作供給が終了したものの、2019年ごろからようやくデータ引っ越しが可能となった。また、オンラインランキングがApple製Game Center、またはGoogle Play依存になっている。
登場人物はプレイヤー自身の黒い棒人間である「鈴木」、実況役の「田中」、妨害役の「佐藤」、ガチャ項目にいる「渡辺」の四人である。

## ゲームシステム

### BGM
本作のプレイ中のメインbgmはフルバージョンではなく、一部がカットされたものが使用されている。また、待機時・プレイ時のbgmの半分は、および土鍋発動中のbgmはHIKAKINのボイスパーカッションで収録されたものとなっている。コラボキャラのうち、「桐谷さん」、「ぱいぱいでか美」はプレイ中に専用bgmが鳴る場合がある。

### 勝ち抜きバトル
CPUと1対1でスコアを競うエンドレス型のランゲーム・モードである。対戦相手は地区ごとに7人存在し、全員との対決に勝利するとさらに高いスコアを保持する対戦相手の集まる地区へと移動できる。ゲームで設定された地区は「秋葉原電気街口」など現代世界の区域を反映している。スコアはステージを走行するだけでも増えていくが、ステージ上に配置されたでか玉を取ると加点がつく。さらに3つ取ることで土鍋モードが発生し、土鍋の中に入ると一定期間無敵状態となり、スコアの大幅な加点が可能となる。土鍋モードは球の色（緑、オレンジ、金）を可能な限り同じ色でそろえることで強力な効果を発揮し、金3つで二回連続の土鍋発動が可能である。土鍋発動後にゲームオーバーになると、「土鍋祭り」と呼ばれるイベントが発生し、土鍋を何度も累計で発動し、土鍋を一層割ることで新たなキャラクターが解放される。
本作にはライフの概念が存在し、1プレイにつき1チャリ（ライフ）を使用する。ただし、スコアが2万5000点に満たない場合はライフが1つ追加される。ライフは10分経過ごとに増え、ハイスコアの更新など特定のアクションを達成することでも増える。

### コラボステージ
エンドレス型のランゲームのシステムはそのままに、プレイヤーやコース背景、BGMなどを著名人とコラボしている。タイアップ内容によってはプレゼントキャンペーンと連動したものもある（詳しくはコラボレーションの項目で説明）。版権上の問題から2019年ごろにコラボキャラは新規で獲得できなくなったものの、「イルマニアMCMA」のみ初期状態から手に入る仕様のため、引き続き唯一解放されている状態となった。

### アイテム
アイテムの取得にかかわらず、画面を高速で三回以上タップすると、最大10回ジャンプできる場合がある。
竹とんぼ
ボタン長押しで上昇する飛行アイテム。一番無防備な状態になり、どこに衝突してもほぼ確実にゲームオーバーとなる。
扇風機
一定期間加速しながら走れる。でか玉が必ず出現する。
玉
ステージ上に転がる小さな玉。取得するとスコアが少し上がる。玉のラインをすべて取得するとボーナス加点が入る。
でか玉
ステージ上に転がる大きな玉。取得するとスコアが上がり、ゲーム終了後にガチャ券と交換できる。
懐中電灯
暗闇を照らすことができる。洞窟コース前に必ず出現する。
土鍋
でか玉を集めて出現するボーナスアイテム。季節によって期間限定の土鍋が出現するときがあった。
巨大化アイテム
ステージ上に出現するアイテム。取得すると一定期間巨大化する。巨大化時はミスを起こす確率は少なくなるが、ジャンプ力は強化されない。
漬け物石
ステージの上部からものすごい量のでか玉がランダムに落下するが、障害物の石も落下するためよける必要がある。

### 障害物
つらら
洞窟コースで出現する。天井から下に向かって落下し、プレイヤーの行く手を阻む。触れても即死ではなく、減速を誘ってプレイヤーを自滅に追い込む。
鳥
竹とんぼ使用時に上空に出現する敵キャラ。当たると竹とんぼが壊れる。
ジャンプ台
上空に高くジャンプすることができる。
壊れる床
乗ると崩れおちる床
佐藤さん
一定時間プレイすると出現する赤色の棒人間の妨害役。踏みつける、土鍋を発動する、穴に落とすなどして邪魔しなければ、佐藤が上からプレイヤー（鈴木）を踏みつけることで強制的にゲームオーバーになる場合がある。

### ジャンプシステム
画面のどの領域をタッチしてもジャンプが可能であり、空中でのジャンプ（いわゆる2段ジャンプ）にも標準対応している。また、1段目、2段目のジャンプと同じ間隔でボタンを押すことで3段以上のジャンプも可能となる。

### でか玉ガチャ
（旧）ステージ上で獲得したでか玉はガチャの引換券にも使用できる。でか玉10個分でガチャ券1枚がもらえる。ガチャでは土鍋モードの発生時間が伸びる、高い確率でプレイヤーに有利に働く効果が得られるカードが出るが、稀に敵が出現が増えるなどの不利なカードも出る。
（新）2016年ごろから効果が変更。でか玉でほかのチャリ（ほとんどは実名人物のパロディ）を獲得できる。ただし、「土鍋祭り」で獲得できるキャラはこの中に含まれない。

### 称号
走行距離やジャンプ回数などゲームプレイ中の特定のアクションに対して付帯するものである。

### ランキング
ハイスコアの全国ランキングを獲得できる。

### 記録
ゲーム内の累計走行距離が更新されていき、仮想世界である「NEO山手線一周」の途中経過が確認できる。到達駅が更新される度に次回のゲームプレイ時に走行スコアボーナスが増していく。NEO山手線に続き、「南極チャレンジ」も追加された。

## ステージ構成
勝ち抜きバトルステージの構成は各都道府県の有名人らしきものが6人いて、全ての都道府県をクリアしたあと、真ステージが登場する。バトルの内容はただのスコアアタックである。

## コラボレーション
チャリ走3rd Raceでは以下のタイトルとコラボレーションを行い、期間限定ステージを配信している。
- 恭ちゃん（恭一郎）[1]

本人のデフォルメキャラがステージを走る。
- イルマニア（MCMA-ILLMANIA-島 敬人）[2]

イルマニア本人の声がSEに採用、入間～由比ヶ浜の特別ステージ。
- 桐谷さん（桐谷広人さん）[3]

本人によるビートボックスが流れる株主優待ステージ。
- Daichi（ワタナベエンターテインメント）[4]

本人による新規描きおろしのビートボックスBGMおよび背景落書きステージ。
- HIKAKIN（UUUM）

本人によるビートボックス、効果音のステージ。HIKAKIN氏との対決モードも搭載。
- 大野そら[6]

大野そら氏の描き下ろし背景のステージ。同時にTwitter連動のプレゼント企画も実施。
- おさわり探偵 なめこ栽培キット（ビーワークス）

スマホアプリ「NEOなめこ栽培キット」とのコラボ。背景になめこが登場し、BGMも「いきいき畑」のものに変化。連動してそれぞれのアプリのキャラやアイテムがゲットできる。また、twitterでプレゼント企画も実施。
- ぱいぱいでか美

待機時・土鍋発動時に専用BGMが実装。

## テレビCM
2014年8月8日より地上波で放送される国内初のYouTuberによる完全プロデュースのテレビCMを公開した。